# Biathlon-Weltmeisterschaften 2015

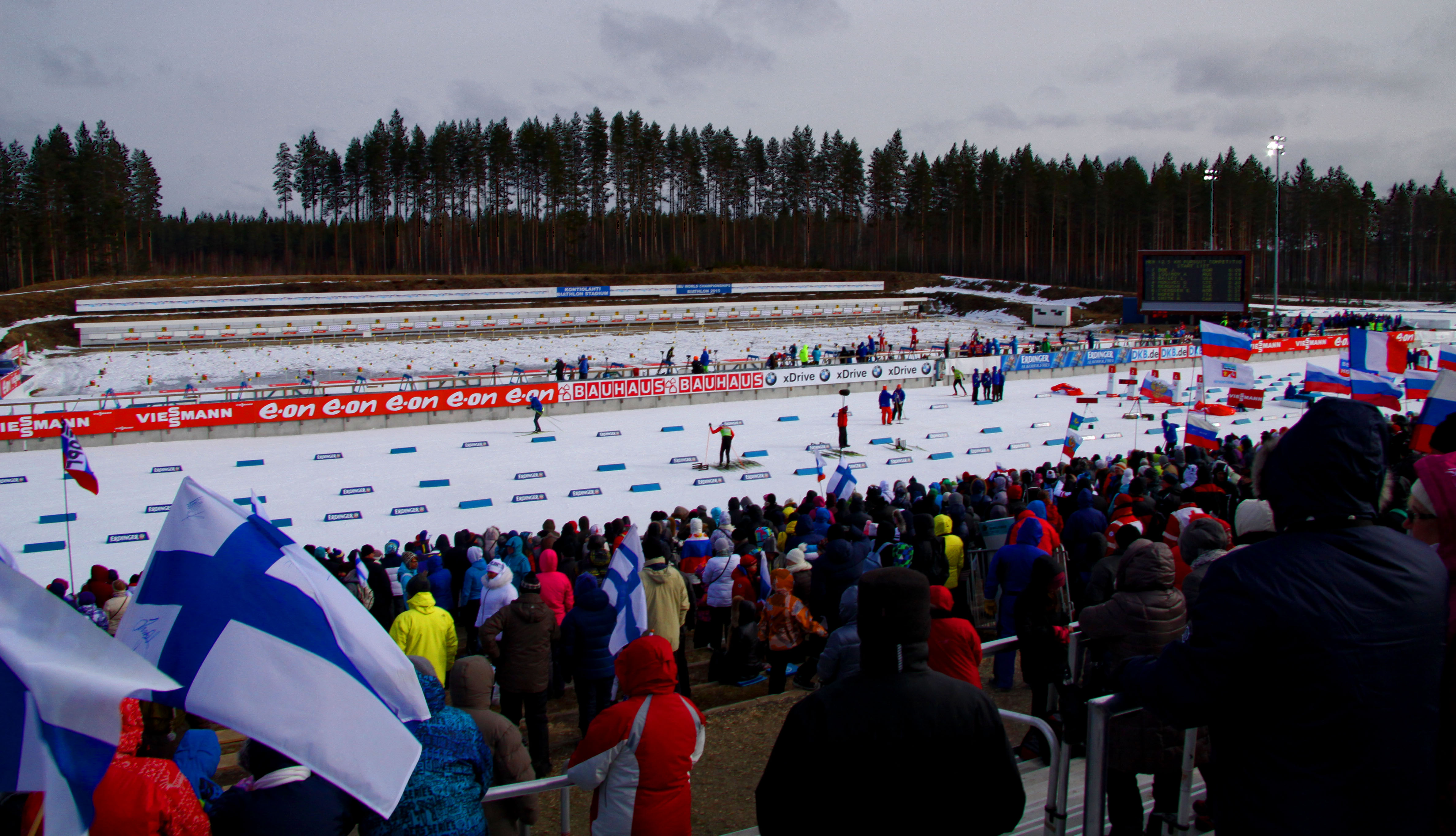
Schießstand in Kontiolahti

Die 47. Biathlon-Weltmeisterschaften fanden vom 4. bis 15. März 2015 im finnischen Kontiolahti im dortigen Biathlonstadion statt.
2014 hatte es wegen der Olympischen Winterspiele in Sotschi keine Biathlon-Weltmeisterschaften gegeben.

## Wahl des Ausrichters
Kontiolahti setzte sich mit 23 zu 20 Stimmen unerwartet gegen die norwegische Hauptstadt Oslo durch. Damit fanden die Weltmeisterschaften nach 1990 und 1999 zum dritten Mal in Kontiolahti statt.

## Wettbewerbe
Wie bei den Weltmeisterschaften der letzten Jahre wurden mit Sprint, Verfolgung, Einzelwettkampf, Massenstart und Staffel je fünf Disziplinen für Frauen und Männer ausgetragen. Als elfter Wettbewerb kam die Mixed-Staffel hinzu.
Die im Weltcup ausgetragene Single-Mixed-Staffel fand bis einschließlich 2017 keinen Eingang in das WM-Programm und wurde ab 2019 bei Weltmeisterschaften angeboten.

## Zeitplan
Die Uhrzeiten entsprechen MEZ.
| Datum         | Männer          | Männer                                  | Frauen                                  | Frauen                                  |
| ------------- | --------------- | --------------------------------------- | --------------------------------------- | --------------------------------------- |
| 04. März (Mi) | Eröffnungsfeier | Eröffnungsfeier                         | Eröffnungsfeier                         | Eröffnungsfeier                         |
| 05. März (Do) | 17:15 Uhr       | Mixed-Staffel (2 × 6 km und 2 × 7,5 km) | Mixed-Staffel (2 × 6 km und 2 × 7,5 km) | Mixed-Staffel (2 × 6 km und 2 × 7,5 km) |
| 06. März (Fr) | Training        | Training                                | Training                                | Training                                |
| 07. März (Sa) | 13:00 Uhr       | Sprint (10 km)                          | 16:30 Uhr                               | Sprint (7,5 km)                         |
| 08. März (So) | 13:15 Uhr       | Verfolgung (12,5 km)                    | 16:00 Uhr                               | Verfolgung (10 km)                      |
| 09. März (Mo) | Training        | Training                                | Training                                | Training                                |
| 10. März (Di) | Training        | Training                                | Training                                | Training                                |
| 11. März (Mi) |                 |                                         | 17:15 Uhr                               | Einzel (15 km)                          |
| 12. März (Do) | 17:15 Uhr       | Einzel (20 km)                          |                                         |                                         |
| 13. März (Fr) |                 |                                         | 17:15 Uhr                               | Staffel (4 × 6 km)                      |
| 14. März (Sa) | 16:30 Uhr       | Staffel (4 × 7,5 km)                    |                                         |                                         |
| 15. März (So) | 16:15 Uhr       | Massenstart (15 km)                     | 13:30 Uhr                               | Massenstart (12,5 km)                   |

## Resultate Männer

### Sprint 10 km
| Platz | Sportler             | Zeit/Rückstand | Schießfehler |
| ----- | -------------------- | -------------- | ------------ |
| 01    | Johannes Thingnes Bø | 024:12,8 min   | 1 (0+1)      |
| 02    | Nathan Smith         | +12,1 s        | 1 (0+1)      |
| 03    | Tarjei Bø            | +25,3 s        | 0 (0+0)      |
| 04    | Simon Fourcade       | +29,5 s        | 1 (0+1)      |
| 05    | Erik Lesser          | +30,3 s        | 1 (0+1)      |
| 06    | Jewgeni Garanitschew | +35,6 s        | 2 (0+2)      |
| 07    | Michal Šlesingr      | +36,1 s        | 2 (1+1)      |
| 08    | Wladimir Iliew       | +40,2 s        | 1 (1+0)      |
| 09    | Ondřej Moravec       | +43,9 s        | 1 (0+1)      |
| 10    | Benedikt Doll        | +46,5 s        | 2 (0+2)      |
| …     |                      |                |              |

Start: Samstag, 7. März 2015, 13:00 Uhr
Gemeldet und am Start: 129 Athleten; aufgegeben (DNF): 2
Für den im Weltcup auf Platz drei liegenden Simon Schempp, der einer der Favoriten für dieses Rennen war, reichte es mit sieben Schießfehlern nur zu Platz 77, womit er das nachfolgende Verfolgungsrennen verpasste.

### Verfolgung 12,5 km
| Platz | Sportler             | Zeit/Rückstand | Schießfehler |
| ----- | -------------------- | -------------- | ------------ |
| 01    | Erik Lesser          | 030:47,9 min   | 0 (0+0+0+0)  |
| 02    | Anton Schipulin      | +17,0 s        | 1 (0+1+0+0)  |
| 03    | Tarjei Bø            | +18,7 s        | 1 (0+0+1+0)  |
| 04    | Michal Šlesingr      | +20,4 s        | 1 (1+0+0+0)  |
| 05    | Ole Einar Bjørndalen | +43,9 s        | 2 (0+0+1+1)  |
| 06    | Wladimir Iliew       | +45,9 s        | 2 (0+0+1+1)  |
| 07    | Martin Fourcade      | +1:02,0        | 3 (0+1+1+1)  |
| 08    | Jakov Fak            | +1:04,5 min    | 3 (1+2+0+0)  |
| 09    | Ondřej Moravec       | +1:06,7 min    | 2 (0+1+1+0)  |
| 10    | Simon Fourcade       | +1:08,6 min    | 3 (0+0+1+2)  |
| …     |                      |                |              |

Start: Sonntag, 8. März 2015, 13:15 Uhr
Gemeldet und am Start: 60 Athleten

### Einzel 20 km
| Platz | Sportler             | Zeit/Rückstand | Schießfehler |
| ----- | -------------------- | -------------- | ------------ |
| 01    | Martin Fourcade      | 047:29,4 min   | 1 (0+1+0+0)  |
| 02    | Emil Hegle Svendsen  | +20,9 s        | 0 (0+0+0+0)  |
| 03    | Ondřej Moravec       | +40,5 s        | 1 (0+1+0+0)  |
| 04    | Simon Fourcade       | +45,7 s        | 0 (0+0+0+0)  |
| 05    | Serhij Semenow       | +56,0 s        | 1 (1+0+0+0)  |
| 06    | Ole Einar Bjørndalen | +1:12,1 min    | 1 (1+0+0+0)  |
| 07    | Johannes Thingnes Bø | +1:14,2 min    | 1 (0+0+1+0)  |
| 08    | Simon Schempp        | +1:14,9 min    | 2 (0+1+1+0)  |
| 09    | Alexei Wolkow        | +1:42,9 min    | 0 (0+0+0+0)  |
| 10    | Jakov Fak            | +1:45,5 min    | 2 (0+1+0+1)  |
| …     |                      |                |              |

Start: Donnerstag, 12. März 2015, 17:15 Uhr
Gemeldet: 127 Athleten, nicht am Start (DNS): 2

### Massenstart 15 km
| Platz | Sportler             | Zeit/Rückstand | Schießfehler |
| ----- | -------------------- | -------------- | ------------ |
| 01    | Jakov Fak            | 036:24,9 min   | 1 (0+0+1+0)  |
| 02    | Ondřej Moravec       | 0+1,0 s        | 1 (1+0+0+0)  |
| 03    | Tarjei Bø            | 0+3,7 s        | 1 (0+0+1+0)  |
| 04    | Ole Einar Bjørndalen | +10,2 s        | 0 (0+0+0+0)  |
| 05    | Michal Šlesingr      | +18,4 s        | 3 (1+0+2+0)  |
| 06    | Johannes Thingnes Bø | +18,7 s        | 2 (0+0+2+0)  |
| 07    | Anton Schipulin      | +22,8 s        | 3 (0+1+2+0)  |
| 08    | Simon Schempp        | +25,6 s        | 2 (0+1+1+0)  |
| 09    | Simon Fourcade       | +27,9 s        | 1 (0+0+0+1)  |
| 10    | Martin Fourcade      | +30,9 s        | 4 (0+1+2+1)  |
| …     |                      |                |              |

Start: Sonntag, 15. März 2015, 16:15 Uhr
Gemeldet und am Start: 30 Athleten

### Staffel 4 × 7,5 km
| Platz | Land/Sportler                                                                                           | Zeit/Rückstand | Strafrunden + Nachlader                 |
| ----- | --- | -------------- | --------------------------------------- |
| 01    | Deutschland 0000Erik Lesser 0000Daniel Böhm 0000Arnd Peiffer 0000Simon Schempp                          | 1:13:49,5 h00  | 0+0 0+3 0+0 0+0 0+0 0+2 0+0 0+0 0+0 0+1 |
| 02    | Norwegen 0000Ole Einar Bjørndalen 0000Tarjei Bø 0000Johannes Thingnes Bø 0000Emil Hegle Svendsen        | 0+15,4 s       | 0+0 0+6 0+0 0+0 0+0 0+3 0+0 0+2 0+0 0+1 |
| 03    | Frankreich 0000Simon Fourcade 0000Jean-Guillaume Béatrix 0000Quentin Fillon Maillet 0000Martin Fourcade | 0+33,6 s       | 0+3 0+1 0+0 0+0 0+1 0+1 0+1 0+0         |
| 04    | Russland 0000Jewgeni Garanitschew 0000Alexei Wolkow 0000Dmitri Malyschko 0000Anton Schipulin            | 0+49,7 s       | 1+6 0+0 1+3 0+0 0+2 0+0 0+0 0+0 0+1 0+0 |
| 05    | Österreich 0000Daniel Mesotitsch 0000Simon Eder 0000Sven Grossegger 0000Dominik Landertinger            | 0+54,8 s       | 0+0 1+4 0+0 1+3 0+0 0+0 0+0 0+1 0+0 0+0 |
| 06    | Tschechien 0000Michal Krčmář 0000Jaroslav Soukup 0000Michal Šlesingr 0000Ondřej Moravec                 | 0+55,1 s       | 0+4 0+2 0+0 0+0 0+1 0+0 0+0 0+2 0+3 0+0 |
| 07    | Schweiz 0000Mario Dolder 0000Benjamin Weger 0000Serafin Wiestner 0000Ivan Joller                        | 0+1:48,8 min   | 0+1 0+6 0+0 0+3 0+0 0+0 0+0 0+2 0+1 0+1 |
| 08    | Slowenien 0000Janez Marič 0000Klemen Bauer 0000Jakov Fak 0000Rok Tršan                                  | 0+1:49,2 min   | 0+4 0+2 0+0 0+1 0+2 0+1 0+0 0+0 0+2 0+0 |
| 09    | Ukraine 0000Dmytro Pidrutschnyj 0000Artem Pryma 0000Olexander Schyrnyj 0000Serhij Semenow               | 0+2:31,5 min   | 0+2 0+1 0+0 0+1 0+0 0+0 0+1 0+0         |
| 10    | Belarus 0000Uladsimir Tschapelin 0000Dsmitryj Dsjuschau 0000Dsmitryj Abascheu 0000Jury Ljadau           | 0+2:34,7 min   | 0+6 0+5 0+3 0+1 0+2 0+1 0+1 0+0 0+0 0+3 |
| …     | |                |                                         |

Start: Samstag, 14. März 2015, 16:30 Uhr
Gemeldet und am Start: 27 Nationen, überrundet (LAP): 8

## Resultate Frauen

### Sprint 7,5 km
| Platz | Sportlerin                   | Zeit/Rückstand | Schießfehler |
| ----- | ---------------------------- | -------------- | ------------ |
| 01    | Marie Dorin-Habert           | 022:16,8 min   | 1 (0+1)      |
| 02    | Weronika Nowakowska-Ziemniak | +09,6 s        | 0 (0+0)      |
| 03    | Walentyna Semerenko          | +19,7 s        | 1 (0+1)      |
| 04    | Laura Dahlmeier              | +29,1 s        | 3 (1+2)      |
| 05    | Krystyna Guzik               | +39,7 s        | 1 (0+1)      |
| 06    | Jekaterina Schumilowa        | +48,8 s        | 2 (1+1)      |
| 07    | Magdalena Gwizdoń            | +51,8 s        | 2 (2+0)      |
| 08    | Andreja Mali                 | +1:01,9 min    | 1 (1+0)      |
| 09    | Olga Abramowa                | +1:03,0 min    | 2 (1+1)      |
| 10    | Franziska Hildebrand         | +1:09,8 min    | 2 (1+1)      |
| …     |                              |                |              |

Start: Samstag, 7. März 2015, 16:30 Uhr
Gemeldet: 106 Athletinnen; nicht am Start (DNS): 1; aufgegeben (DNF): 2

### Verfolgung 10 km
| Platz | Sportlerin                   | Zeit/Rückstand | Schießfehler |
| ----- | ---------------------------- | -------------- | ------------ |
| 01    | Marie Dorin-Habert           | 030:07,7 min   | 3 (0+0+2+1)  |
| 02    | Laura Dahlmeier              | +15,3 s        | 2 (1+0+0+1)  |
| 03    | Weronika Nowakowska-Ziemniak | +31,6 s        | 3 (0+1+2+0)  |
| 04    | Jekaterina Schumilowa        | +48,7 s        | 0 (0+0+0+0)  |
| 05    | Gabriela Soukalová           | +58,0 s        | 1 (1+0+0+0)  |
| 06    | Franziska Hildebrand         | +1:00,0 min    | 2 (1+0+1+0)  |
| 07    | Darja Domratschawa           | +1:04,5 min    | 2 (0+1+0+1)  |
| 08    | Krystyna Guzik               | +1:12,2 min    | 2 (2+0+0+0)  |
| 09    | Dorothea Wierer              | +1:16,1 min    | 1 (0+0+0+1)  |
| 10    | Olga Abramowa                | +1:26,5 min    | 2 (1+0+1+0)  |
| …     |                              |                |              |

Start: Sonntag, 8. März 2015, 16:00 Uhr
Gemeldet: 60; nicht am Start (DNS): 2

### Einzel 15 km
| Platz | Sportlerin           | Zeit/Rückstand | Schießfehler |
| ----- | -------------------- | -------------- | ------------ |
| 01    | Jekaterina Jurlowa   | 041:32,2 min   | 0 (0+0+0+0)  |
| 02    | Gabriela Soukalová   | +23,2 s        | 1 (0+0+0+1)  |
| 03    | Kaisa Mäkäräinen     | +24,4 s        | 2 (0+1+1+0)  |
| 04    | Dorothea Wierer      | +24,8 s        | 1 (0+1+0+0)  |
| 05    | Darja Wirolainen     | +37,9 s        | 1 (0+0+1+0)  |
| 06    | Laura Dahlmeier      | +40,5 s        | 2 (1+1+0+0)  |
| 07    | Anaïs Bescond        | +1:05,7 min    | 1 (0+1+0+0)  |
| 08    | Veronika Vítková     | +1:21,2 min    | 2 (0+0+1+1)  |
| 09    | Monika Hojnisz       | +1:22,0 min    | 1 (1+0+0+0)  |
| 10    | Franziska Hildebrand | +2:22,5 min    | 2 (1+0+0+1)  |
| …     |                      |                |              |

Start: Samstag, 11. März 2015, 17:15 Uhr
Gemeldet: 105 Athletinnen; nicht am Start (DNS): 4; aufgegeben (DNF): 1

### Massenstart 12,5 km
| Platz | Sportlerin            | Zeit/Rückstand | Schießfehler |
| ----- | --------------------- | -------------- | ------------ |
| 01    | Walentyna Semerenko   | 034:32,9 min   | 0 (0+0+0+0)  |
| 02    | Franziska Preuß       | 0+6,2 s        | 1 (0+0+0+1)  |
| 03    | Karin Oberhofer       | +12,6 s        | 2 (1+1+0+0)  |
| 04    | Darja Domratschawa    | +14,7 s        | 2 (0+0+2+0)  |
| 05    | Gabriela Soukalová    | +26,2 s        | 1 (0+0+0+1)  |
| 06    | Franziska Hildebrand  | +31,7 s        | 0 (0+0+0+0)  |
| 07    | Laura Dahlmeier       | +39,9 s        | 2 (0+1+0+1)  |
| 08    | Marie Dorin-Habert    | +41,0 s        | 3 (0+2+1+0)  |
| 09    | Anaïs Bescond         | +41,5 s        | 1 (0+1+0+0)  |
| 10    | Jekaterina Schumilowa | +41,8 s        | 1 (0+0+0+1)  |
| …     |                       |                |              |

Start: Sonntag, 15. März 2015, 13:30 Uhr
Gemeldet und am Start: 30 Athletinnen

### Staffel 4 × 6 km
| Platz | Land/Sportlerin                                                                                         | Zeit/Rückstand | Strafrunden + Nachlader                 |
| ----- | --- | -------------- | --------------------------------------- |
| 01    | Deutschland 0000Franziska Hildebrand 0000Franziska Preuß 0000Vanessa Hinz 0000Laura Dahlmeier           | 1:11:54,6 h000 | 0+1 0+5 0+0 0+2 0+1 0+2 0+0 0+1 0+0 0+0 |
| 02    | Frankreich 0000Anaïs Bescond 0000Enora Latuillière 0000Justine Braisaz 0000Marie Dorin-Habert           | +1:00,3 min    | 1+6 0+3 0+0 0+1 0+1 0+1 1+3 0+1 0+2 0+0 |
| 03    | Italien 0000Lisa Vittozzi 0000Karin Oberhofer 0000Nicole Gontier 0000Dorothea Wierer                    | +1:06,1 min    | 0+3 0+6 0+0 0+0 0+1 0+3 0+2 0+2 0+0 0+1 |
| 04    | Russland 0000Jekaterina Glasyrina 0000Darja Wirolainen 0000Jekaterina Jurlowa 0000Jekaterina Schumilowa | +1:16,8 min    | 0+2 0+5 0+0 0+0 0+0 0+3 0+1 0+0 0+1 0+2 |
| 05    | Norwegen 0000Marte Olsbu 0000Synnøve Solemdal 0000Fanny Welle-Strand Horn 0000Tiril Eckhoff             | +1:24,6 min    | 0+8 0+2 0+2 0+0 0+3 0+1 0+1 0+1 0+2 0+0 |
| 06    | Ukraine 0000Iryna Warwynez 0000Julija Dschyma 0000Olga Abramowa 0000Walentyna Semerenko                 | +1:42,5 min    | 0+3 1+6 0+1 0+2 0+0 0+1 0+0 1+3 0+2 0+0 |
| 07    | Belarus 0000Nadseja Skardsina 0000Nadseja Pissarawa 0000Iryna Kryuko 0000Darja Domratschawa             | +2:05,8 min    | 0+2 1+6 0+0 0+1 0+1 1+3 0+0 0+0 0+1 0+2 |
| 08    | Tschechien 0000Eva Puskarčíková 0000Gabriela Soukalová 0000Jitka Landová 0000Veronika Vítková           | +3:11,7 min    | 2+6 1+5 0+0 0+2 0+0 0+0 0+3 1+3 2+3 0+0 |
| 09    | Schweden 0000Elisabeth Högberg 0000Mona Brorsson 0000Anna Magnusson 0000Emma Nilsson                    | +3:15,8 min    | 0+2 0+3 0+1 0+1 0+1 0+0 0+0 0+2 0+0 0+0 |
| 10    | Kanada 0000Megan Tandy 0000Rosanna Crawford 0000Audrey Vaillancourt 0000Julia Ransom                    | +3:39,5 min    | 0+5 1+5 0+1 0+0 0+0 1+3 0+2 0+0 0+2 0+2 |
| …     | |                |                                         |

Start: Freitag, 13. März 2015, 17:15 Uhr
Gemeldet und am Start: 25 Nationen, überrundet (LAP): 6

## Resultate Mixed

### Staffel 2 × 6 km + 2 × 7,5 km
| Platz | Land/Sportler(innen)                                                                               | Zeit/Rückstand | Strafrunden + Nachlader                 |
| ----- | -------------------------------------------------------------------------------------------------- | -------------- | --------------------------------------- |
| 01    | Tschechien 0000Veronika Vítková 0000Gabriela Soukalová 0000Michal Šlesingr 0000Ondřej Moravec      | 1:20:27,2 h000 | 0+3 0+5 0+2 0+2 0+0 0+0 0+0 0+2 0+1 0+1 |
| 02    | Frankreich 0000Anaïs Bescond 0000Marie Dorin-Habert 0000Jean-Guillaume Béatrix 0000Martin Fourcade | +20,2 s        | 0+1 0+7 0+1 0+3 0+0 0+1 0+0 0+3 0+0 0+0 |
| 03    | Norwegen 0000Fanny Welle-Strand Horn 0000Tiril Eckhoff 0000Johannes Thingnes Bø 0000Tarjei Bø      | +27,7 s        | 0+0 1+3 0+0 0+0 0+0 1+3 0+0 0+0         |
| 04    | Belarus 0000Nadseja Skardsina 0000Darja Domratschawa 0000Uladsimir Tschapelin 0000Jury Ljadau      | +31,0 s        | 0+1 0+6 0+0 0+0 0+0 0+3 0+1 0+3         |
| 05    | Österreich 0000Lisa Hauser 0000Katharina Innerhofer 0000Sven Grossegger 0000Simon Eder             | +1:00,3 min    | 0+2 0+1 0+0 0+0 0+1 0+1 0+1 0+0 0+0 0+0 |
| 06    | Deutschland 0000Luise Kummer 0000Franziska Preuß 0000Daniel Böhm 0000Benedikt Doll                 | +1:22,8 min    | 0+2 0+4 0+1 0+1 0+0 0+1 0+1 0+1 0+0 0+1 |
| 07    | Italien 0000Dorothea Wierer 0000Karin Oberhofer 0000Dominik Windisch 0000Lukas Hofer               | +1:24,7 min    | 0+6 0+4 0+2 0+0 0+0 0+1 0+2 0+1 0+2 0+2 |
| 08    | Vereinigte Staaten 0000Susan Dunklee 0000Hannah Dreissigacker 0000Lowell Bailey 0000Leif Nordgren  | +1:46,6 min    | 1+5 0+3 0+1 0+1 1+3 0+2 0+0 0+0 0+1 0+0 |
| 09    | Finnland 0000Mari Laukkanen 0000Kaisa Mäkäräinen 0000Ahti Toivanen 0000Olli Hiidensalo             | +1:59,5 min    | 0+5 0+3 0+3 0+0 0+0 0+0 0+0 0+1 0+2 0+2 |
| 10    | Russland 0000Jana Romanowa 0000Olga Podtschufarowa 0000Maxim Zwetkow 0000Anton Schipulin           | +2:00,2 min    | 0+1 0+1 0+0 0+0 0+1 0+0 0+0 0+1 0+0 0+0 |
| …     | |                |                                         |

Start: Donnerstag, 5. März 2015, 17:15 Uhr
Gemeldet und am Start: 26 Nationen, überrundet (LAP): 5
Weitere Staffel aus einem deutschsprachigen Land:

 Schweiz (Aita Gasparin, Elisa Gasparin, Benjamin Weger, Mario Dolder) 1:23:33,4 h (0+3 0+6) 13. Platz

## Medaillenspiegel
| Platz | Land        | Gold | Silber | Bronze | Gesamt |
| ----- | ----------- | ---- | ------ | ------ | ------ |
| 01    | Frankreich  | 3    | 2      | 1      | 6      |
| 02    | Deutschland | 3    | 2      | 0      | 5      |
| 03    | Norwegen    | 1    | 2      | 4      | 7      |
| 04    | Tschechien  | 1    | 2      | 1      | 4      |
| 05    | Russland    | 1    | 1      | 0      | 2      |
| 06    | Ukraine     | 1    | 0      | 1      | 2      |
| 07    | Slowenien   | 1    | 0      | 0      | 1      |
| 08    | Polen       | 0    | 1      | 1      | 2      |
| 09    | Kanada      | 0    | 1      | 0      | 1      |
| 10    | Italien     | 0    | 0      | 2      | 2      |
| 11    | Finnland    | 0    | 0      | 1      | 1      |

| Platz | Sportler               | Gold | Silber | Bronze | Gesamt |
| ----- | ---------------------- | ---- | ------ | ------ | ------ |
| 01    | Erik Lesser            | 2    | 0      | 0      | 02     |
| 02    | Johannes Thingnes Bø   | 1    | 1      | 1      | 03     |
| 02    | Martin Fourcade        | 1    | 1      | 1      | 03     |
| 02    | Ondřej Moravec         | 1    | 1      | 1      | 3      |
| 05    | Daniel Böhm            | 1    | 0      | 0      | 1      |
| 05    | Jakov Fak              | 1    | 0      | 0      | 1      |
| 05    | Arnd Peiffer           | 1    | 0      | 0      | 1      |
| 05    | Simon Schempp          | 1    | 0      | 0      | 1      |
| 05    | Michal Šlesingr        | 1    | 0      | 0      | 1      |
| 10    | Emil Hegle Svendsen    | 0    | 2      | 0      | 2      |
| 11    | Tarjei Bø              | 0    | 1      | 4      | 5      |
| 012   | Jean-Guillaume Béatrix | 0    | 1      | 1      | 2      |
| 13    | Ole Einar Bjørndalen   | 0    | 1      | 0      | 1      |
| 13    | Anton Schipulin        | 0    | 1      | 0      | 1      |
| 13    | Nathan Smith           | 0    | 1      | 0      | 1      |
| 16    | Quentin Fillon Maillet | 0    | 0      | 1      | 1      |
| 16    | Simon Fourcade         | 0    | 0      | 1      | 1      |

| Platz | Sportlerin                   | Gold | Silber | Bronze | Gesamt |
| ----- | ---------------------------- | ---- | ------ | ------ | ------ |
| 01    | Marie Dorin-Habert           | 2    | 2      | 0      | 4      |
| 02    | Laura Dahlmeier              | 1    | 1      | 0      | 2      |
| 02    | Franziska Preuß              | 1    | 1      | 0      | 2      |
| 02    | Gabriela Soukalová           | 1    | 1      | 0      | 2      |
| 05    | Walentyna Semerenko          | 1    | 0      | 1      | 2      |
| 06    | Franziska Hildebrand         | 1    | 0      | 0      | 1      |
| 06    | Vanessa Hinz                 | 1    | 0      | 0      | 1      |
| 06    | Jekaterina Jurlowa           | 1    | 0      | 0      | 1      |
| 06    | Veronika Vítková             | 1    | 0      | 0      | 1      |
| 10    | Anaïs Bescond                | 0    | 2      | 0      | 2      |
| 11    | Weronika Nowakowska-Ziemniak | 0    | 1      | 1      | 2      |
| 12    | Justine Braisaz              | 0    | 1      | 0      | 1      |
| 12    | Enora Latuilliere            | 0    | 1      | 0      | 1      |
| 14    | Karin Oberhofer              | 0    | 0      | 2      | 2      |
| 15    | Tiril Eckhoff                | 0    | 0      | 1      | 1      |
| 15    | Nicole Gontier               | 0    | 0      | 1      | 1      |
| 15    | Fanny Welle-Strand Horn      | 0    | 0      | 1      | 1      |
| 15    | Kaisa Mäkäräinen             | 0    | 0      | 1      | 1      |
| 15    | Lisa Vittozzi                | 0    | 0      | 1      | 1      |
| 15    | Dorothea Wierer              | 0    | 0      | 1      | 1      |

## Ergebnislisten
Ausführliche Resultatsübersichten finden sich unter 